# Lőcsei Pál (újságíró)
Lőcsei Pál (született: Lerner Pál) (Békéscsaba, 1922. január 21. – Budapest, 2007. május 16.) magyar újságíró, szociológus.

## Élete
Asszimiláns magyar kispolgár családból származott, szülei a holokauszt áldozatai lettek. Gimnáziumi tanulmányai megszakítása után (1939) ipari tanuló, majd lakatos szakmunkás lett Békéscsabán, illetve Budapesten. Élete ekkor összekapcsolódott a munkásmozgalommal (1939–1944). A deportálás előtt állók békéscsabai gyűjtőtáborából megszökött, 1944-ben Budapestre menekült és ottani vasmunkás társaival fegyveres csoportot alkotva, harcolt a német megszállók és magyarországi támogatóik ellen. Lerner családi nevét 1947-ben változtatta Lőcseire. A második világháború után a békéscsabai Alföldi Népújság, majd a Viharsarok munkatársa (1945–1946), illetve az MKP Csongrád megyei napilapja, a Magyar Alföld felelős szerkesztője (1946–1947), majd a Szabad Nép fővárosi kiadásának szerkesztője (1947–1948), az agrár-, a külpolitikai, illetve az elméleti rovat vezetője (1948–1954). A Szabad Nép ún. újságíró-lázadásának egyik kezdeményezőjeként határozottan kiállt Nagy Imre reformprogramja mellett és élesen elítélte a törvénysértéseket (1954. október 22–25.). 
A felettesei által kívánt önbírálat megtagadása után 1954 novemberében távoznia kellett a Szabad Néptől. Mialatt az ELTE Lenin Intézetének kétéves kurzusán tanult, egyidejűleg legális és féllegális politikai tevékenységet folytatott a pártellenzék reformeszméinek megismertetése és a pártelit második vonalának aktivizálása érdekében 1955 januárjától 1956 októberéig). 
1956. október 23-án délelőtt részt vett a Szabad Nép rendkívüli szerkesztőségi taggyűlésén, ahol jelképes rehabilitálásaként beválasztották a PB-hez menesztett küldöttségbe. A pártközpontban a jelenlévő pártvezetőkkel (Gerő, Kádár, Révai, Marosán) vitázva szót emelt a készülő tüntetés betiltása és a karhatalom lőfegyverhasználata ellen, majd még ugyanazon a napon kapcsolatot teremtett a sajtó szabadságát követelő forradalmárokkal is. Kezdeményezésére a felkelőknek tett engedmények és a fegyverhasználat elleni kölcsönös fellépés révén sikerült a Szabad Nép székháza ostromának idején elkerülni a rádiónál bekövetkezett, halált okozó tűzpárbajokat (1956. október 23–24.). A forradalom idején egy deputáció tagjaként a forradalom nemzeti demokratikus jellegének nyilvános elismerését sürgette Nagy Imre miniszterelnöknél 1956. október 27-én. A Magyar Szabadság című független napilap egyik alapító szerkesztője (október 29. – november 3.). A szovjet katonai intervenció másnapján a jugoszláv követség által felkínált „menedéket” nem fogadta el (november 5.), és rendőrségi kitoloncolásáig egy demokratikus ellenzéki lap kiadását szervezte Sopronban (november-december). 
1957. január 20-án Budapesti állandó lakásán letartóztatták, 15 hónapig tartó vizsgálati fogságban volt magánzárkában 1957 januárjától 1958 áprilisáig. A Legfelsőbb Bíróság népbírósági tanácsa egyedüli vádlottként, titkos perben 8 évi börtönre ítélte 1958. május 14-én. 5 és fél év letöltése után 1962. július 1-jén kétharmadolással feltételesen szabadlábra helyezték. Ezután a Nagyvásártelep termékcsomagolója (1962 augusztus-november), a KSH félállású előadója (1962 december – 1965 március.) Autodidaktaként kezdett általános és családszociológiát tanulni 1963 és 1965 között és az MTA Szociológiai Kutató Csoportjába, majd Kutató Intézetébe került, ahol 1965-től 1985-ig dolgozott. Szociológusként családszociológiával foglalkozott. 
Részt vett a Történelmi Igazságtétel Bizottság (TIB) előkészítésében, a TIB alapító tagja volt. Párizsban 1988. június 16-án beszédet mondott a Nagy Imre és mártírtársai tiszteletére tartott emlékgyűlésen. 1989. június 16-án ő búcsúztatta a Nagy Imre perben kivégzett Szilágyi Józsefet a rákoskeresztúri Új köztemetőben. 1989 után haláláig számos politikai publicisztikát írt.
2013-ban monográfia jelent meg róla Pajkossy Gábor tollából, "Lőcsei Pál a forradalomban és a megtorlás idején, 1956-1958" címen (Nagy Imre Alapítvány-Gondolat Kiadó).

## Művei
- Család és házasság a mai magyar társadalomban (társszerző, szerkesztő, Közgazdasági és Jogi Kiadó, Budapest, 1971)
- Tanulmányok a nők helyzetéről (társszerző, Kossuth könyvkiadó, Budapest, 1972)
- Familie, Jugend und Bildungssystem (társszerző, Enke Verlag, Stuttgart, 1974)
- A változó család (társszerző, Kossuth Könyvkiadó, Budapest, 1978)
- A családi élet mai problémái (társszerző, Tankönyvkiadó, Budapest, 1980)
- Leveles könyv (társszerző, Liget könyvek, Budapest, 1989)
- 1956-os Intézet Évkönyve (társszerző, Budapest, 1999)
- Írások nehéz időkből (társszerző, Omni Media, Budapest, 1999)
- A 20. század ujjlenyomata (társszerző, Városháza, Budapest, 2001)
- Nagy Imre és kora (társszerző), Nagy Imre Alapítvány, Budapest, 2002)
- Emberpár és család az államszocializmusban (posztumusz), Gondolat kiadó, Budapest, 2008
- Egy élet szilánkjai. Írások, beszélgetések, dokumentumok; szerk., előszó Kende Éva; Nagy Imre Alapítvány–Gondolat, Bp., 2010

## Külső hivatkozások
- https://web.archive.org/web/20080517160856/http://www.rev.hu/sulinet56/online/szerviz/kislex/biograf/locsei.htm
- http://webshop.animare.hu/emberpar+es+csalad+az+allamszocializmusban+19451985+82624.html Archiválva 2008. május 17-i dátummal a Wayback Machine-ben
- https://web.archive.org/web/20160310075034/https://emasa.hu/cikk.php?id=2616
- Magyar zsidó lexikon. Szerk. Ujvári Péter. Budapest: Magyar zsidó lexikon. 1929.